# قائمة بطولات النادي الأهلي المصري
النادي الأهلي للرياضة البدنية أو كما يعرف اختصارًا باسم النادي الأهلي، هو نادٍ رياضي مصري محترف يلعب في الدوري المصري الممتاز. تأسس النادي الأهلي بتاريخ 24 أبريل 1907، ومقره في القاهرة. يعتبر الأهلي أحد أنجح الأندية في مصر وأفريقيا، ويعتبر الأهلي أكثر فريق فوزًا بالبطولات في لعبة كرة القدم على مستوى العالم، حيث حصل الفريق على 152 بطولة. كانت أولى بطولات الأهلي هي فوزه بكأس السلطان حسين عام 1923 بعد فوزه في النهائي على دراغونز البريطاني بنتيجة 2–0. على الصعيد المحلي حصل الأهلي على الدوري المصري الممتاز 45 مرة آخرها عام 2025 وعلى كأس مصر 39 مرة آخرها عام 2023، كما حصل أيضًا على كأس السوبر المصري 15 مرة آخرها عام 2024، وعلى كأس السلطان حسين 7 مرات، وحصل على دوري منطقة القاهرة 15 مرة، وعلى كأس الجمهورية العربية المتحدة مرة واحدة، وعلى كأس الاتحاد المصري التنشيطية مرة واحدة، وعلى الصعيد الأفريقي حصل الأهلي على دوري أبطال أفريقيا 12 مرَّة ، وعلى كأس الكونفيدرالية الأفريقية 1 مرة واحدة، وعلى كأس السوبر الأفريقي 8 مرات، وعلى كأس أفريقيا للأندية أبطال الكؤوس 4 مرات، كما حصل أيضًا على الكأس الأفروآسيوية للأندية مرة واحدة، وعلى الصعيد العربي حصل الأهلي على كأس العرب للأندية الأبطال مرة واحدة، وعلى البطولة العربية للأندية الفائزة بالكؤوس مرة واحدة، وعلى كأس السوبر العربي مرتين، ويحمل الأهلي الرقم القياسي لعدد مرات التتويج بالدوري المصري الممتاز وكأس مصر وكأس السوبر المصري ودوري منطقة القاهرة وكأس السلطان حسين وكأس الجمهورية العربية المتحدة  وكأس الاتحاد المصري التنشيطية ودوري أبطال أفريقيا وكأس السوبر الأفريقي وكأس أفريقيا للأندية أبطال الكؤوس وكأس السوبر العربي

## المفاتيح
|   | رقم قياسي.            |
| ش | رقم قياسي مشترك.      |
|   | الحصول على 10 بطولات. |

## الملخص
| بطولات النادي الأهلي | بطولات النادي الأهلي | بطولات النادي الأهلي | بطولات النادي الأهلي | بطولات النادي الأهلي | بطولات النادي الأهلي          | بطولات النادي الأهلي         | بطولات النادي الأهلي | بطولات النادي الأهلي | بطولات النادي الأهلي | بطولات النادي الأهلي | بطولات النادي الأهلي | بطولات النادي الأهلي | بطولات النادي الأهلي | بطولات النادي الأهلي |
| الدوري               | الكأس                | السوبر               | دوري القاهرة         | كأس السلطان          | كأس الجمهورية العربية المتحدة | كأس الاتحاد المصري التنشيطية | دوري الأبطال         | الكونفيدرالية        | السوبر الأفريقي      | كأس الكؤوس الأفريقية | الأفروآسيوية         | كأس العرب            | كأس الكؤوس العربية   | السوبر العربي        |
| -------------------- | -------------------- | -------------------- | -------------------- | -------------------- | ----------------------------- | ---------------------------- | -------------------- | -------------------- | -------------------- | -------------------- | -------------------- | -------------------- | -------------------- | -------------------- |
| 45                   | 39                   | 15                   | 15                   | 7                    | 1                             | 1                            | 12                   | 1                    | 8                    | 4                    | 1                    | 1                    | 1                    | 2                    |

## القائمة

### البطولات المحلية
| اسم البطولة                   | شعار أو كأس البطولة | عدد مرات الفوز | مواسم الفوز |
| ----------------------------- | ------------------- | -------------- | --- |
| الدوري المصري الممتاز         |                     | 45 مرة         | 1948–49، 1949–50، 1950–51، 1952–53، 1953–54، 1955–56، 1956–57، 1957–58، 1958–59، 1960–61، 1961–62، 1974–75، 1975–76، 1976–77، 1978–79، 1979–80، 1980–81، 1981–82، 1984–85، 1985–86، 1986–87، 1988–89، 1993–94، 1994–95، 1995–96، 1996–97، 1997–98، 1998–99، 1999–00، 2004–05، 2005–06، 2006–07، 2007–08، 2008–09، 2009–10، 2010–11، 2013–14، 2015–16، 2016–17، 2017–18، 2018–19، 2019–20، 2022–23، 2023–24 2024–25 |
| كأس مصر                       |                     | 39 مرة         | 1923–24، 1924–25، 1926–27، 1927–28، 1929–30، 1930–31، 1936–37، 1939–40، 1941–42، 1942–43، 1944–45، 1945–46، 1946–47، 1948–49، 1949–50، 1950–51، 1952–53، 1955–56، 1957–58، 1960–61، 1965–66، 1977–78، 1980–81، 1982–83، 1983–84، 1984–85، 1988–89، 1990–91، 1991–92، 1992–93، 1995–96، 2000–01، 2002–03، 2005–06، 2006–07، 2016–17، 2019–20، 2021–22 2022–23                                                       |
| كأس السوبر المصري             |                     | 15 مرة         | 2003، 2005، 2006، 2007، 2008، 2010، 2012، 2014، 2015، 2017، 2017–18، 2020–21، 2021–22، 2023–24، 2024 |
| دوري منطقة القاهرة            |                     | 15 مرة         | 1924–25، 1926–27، 1927–28، 1930–31، 1934–35، 1935–36، 1936–37، 1937–38، 1938–39، 1941–42، 1942–43، 1945–46، 1947–48، 1949–50، 1957–58 |
| كأس السلطان حسين              |                     | 7 مرات         | 1923، 1925، 1926، 1927، 1929، 1931، 1938 |
| كأس الجمهورية العربية المتحدة |                     | مرة واحدة      | 1960–61 |
| كأس الاتحاد المصري التنشيطية  |                     | مرة واحدة ش    | 1989 |

### البطولات القارية
| اسم البطولة                      | شعار أو كأس البطولة | عدد مرات الفوز | مواسم الفوز                                                           |
| -------------------------------- | ------------------- | -------------- | --------------------------------------------------------------------- |
| دوري أبطال إفريقيا               |                     | 12 مرَّة         | 1982، 1987، 2001، 2005، 2006، 2008، 2012، 2013، 2020، 2021، 2023 2024 |
| كأس الكونفيدرالية الأفريقية      |                     | مرة واحدة      | 2014                                                                  |
| كأس السوبر الأفريقي              |                     | 8 مرات         | 2002، 2006، 2007، 2009، 2013، 2014، 2021 (مايو)، 2021 (ديسمبر)        |
| كأس أفريقيا للأندية أبطال الكؤوس |                     | 4 مرات         | 1984، 1985، 1986، 1993                                                |
| الكأس الأفروآسيوية للأندية       |                     | مرة واحدة      | 1988                                                                  |

### البطولات العربية
| اسم البطولة                             | شعار أو كأس البطولة | عدد مرات الفوز | مواسم الفوز |
| --------------------------------------- | ------------------- | -------------- | ----------- |
| كأس العرب للأندية الأبطال               |                     | مرة واحدة      | 1996        |
| البطولة العربية للأندية الفائزة بالكؤوس |                     | مرة واحدة      | 1994        |
| كأس السوبر العربي                       |                     | مرتين ش        | 1997، 1998  |

## ثلاثيات ورباعيات وخماسيات

### ثلاثيات
| البطولات                                                         | عدد المرات | المواسم                   |
| ---------------------------------------------------------------- | ---------- | ------------------------- |
| كأس مصر وكأس السلطان حسين ودوري منطقة القاهرة                    | 3 مرات     | 1924–25، 1926–27، 1930–31 |
| الدوري المصري الممتاز وكأس مصر وكأس الجمهورية العربية المتحدة    | مرة واحدة  | 1960–61                   |
| الدوري المصري الممتاز وكأس مصر ودوري منطقة القاهرة               | مرتين      | 1949–50، 1957–58          |
| الدوري المصري الممتاز وكأس مصر وكأس أفريقيا للأندية أبطال الكؤوس | مرة واحدة  | 1984–85                   |
| كأس السوبر المصري ودوري أبطال أفريقيا وكأس السوبر الأفريقي       | مرة واحدة  | 2012–13                   |
| الدوري المصري الممتاز ودوري أبطال أفريقيا وكأس السوبر الأفريقي   | مرة واحدة  | 2013–14                   |
| الدوري المصري الممتاز وكأس مصر وكأس السوبر المصري                | مرة واحدة  | 2016–17                   |
| الدوري المصري الممتاز وكأس مصر وكأس الاتحاد المصري التنشيطية     | مرة واحدة  | 1988–89                   |
| الدوري المصري الممتاز وكأس مصر وكأس العرب للأندية الأبطال        | مرة واحدة  | 1995–96                   |

### رباعيات
| البطولات                                                                          | عدد المرات | المواسم |
| --------------------------------------------------------------------------------- | ---------- | ------- |
| الدوري المصري الممتاز وكأس السوبر المصري ودوري أبطال أفريقيا وكأس السوبر الأفريقي | مرة واحدة  | 2008–09 |
| الدوري المصري الممتاز وكأس مصر ودوري أبطال أفريقيا وكأس السوبر الأفريقي           | مرة واحدة  | 2019–20 |

### خماسيات
| البطولات                                                                                   | عدد المرات | المواسم          |
| ------------------------------------------------------------------------------------------ | ---------- | ---------------- |
| الدوري المصري الممتاز وكأس مصر وكأس السوبر المصري ودوري أبطال أفريقيا وكأس السوبر الأفريقي | مرتين      | 2005–06، 2006–07 |

## البطولات حسب الفترة الزمنية
| بطولات النادي الأهلي | بطولات النادي الأهلي | بطولات النادي الأهلي | بطولات النادي الأهلي | بطولات النادي الأهلي | بطولات النادي الأهلي | بطولات النادي الأهلي          | بطولات النادي الأهلي | بطولات النادي الأهلي | بطولات النادي الأهلي | بطولات النادي الأهلي | بطولات النادي الأهلي | بطولات النادي الأهلي | بطولات النادي الأهلي | بطولات النادي الأهلي | بطولات النادي الأهلي |
| الفترة الزمنية       | الدوري               | الكأس                | السوبر               | دوري القاهرة         | كأس السلطان          | كأس الجمهورية العربية المتحدة | كأس الاتحاد المصري   | دوري الأبطال         | الكونفيدرالية        | السوبر الأفريقي      | كأس الكؤوس الأفريقية | الأفروآسيوية         | كأس العرب            | كأس الكؤوس العربية   | السوبر العربي        |
| -------------------- | -------------------- | -------------------- | -------------------- | -------------------- | -------------------- | ----------------------------- | -------------------- | -------------------- | -------------------- | -------------------- | -------------------- | -------------------- | -------------------- | -------------------- | -------------------- |
| 1920–1939            |                      | 7                    |                      | 9                    | 7                    |                               |                      |                      |                      |                      |                      |                      |                      |                      |                      |
| 1940–1959            | 9                    | 12                   |                      | 6                    |                      |                               |                      |                      |                      |                      |                      |                      |                      |                      |                      |
| 1960–1979            | 6                    | 3                    |                      |                      |                      | 1                             |                      |                      |                      |                      |                      |                      |                      |                      |                      |
| 1980–1999            | 13                   | 9                    |                      |                      |                      |                               | 1                    | 2                    |                      |                      | 4                    | 1                    | 1                    | 1                    | 2                    |
| 2000–2019            | 13                   | 5                    | 11                   |                      |                      |                               |                      | 6                    | 1                    | 6                    |                      |                      |                      |                      |                      |
| 2020–الآن            | 3                    | 3                    | 4                    |                      |                      |                               |                      | 4                    |                      | 2                    |                      |                      |                      |                      |                      |

## وصلات خارجية
- الموقع الرسمي للنادي الأهلي
- BBC News article referencing "Club of the Century"
- El-Ahly is the most titled club in the world
- BBC World Service: African Footballer of the Year 2008
- BBC News article referencing unbeaten streak